# Odesa
Odesa ili Odessa (ukr.: Odesa / Одеса, rus.: Odessa / Одесса, grč.: Οδησσός) je ukrajinski grad i pomorska luka, značajno povijesno i kulturno središte bivšeg Ruskog carstva i današnje Ukrajine. Grad se nalazi na jugozapadu Ukrajine uz sjeverozapadnu obalu Crnog mora.
Ima preko 1 015 826 stanovnika prema popisu iz 2021. godine. Grad je za vrijeme Sovjetskog Saveza ostao važna trgovinska i vojna pomorka baza. Za vrijeme Ruskog carstva, Odesa je bila četvrti grad po veličini u cijelom carstvu, poslije Moskve, Sankt Peterburga i poljske Varšave. U povijesnoj arhitekturi Odessa ima više značajki mediteranske arhitekture nego ruske s velikim elementima francuskog i talijanskog stila.

## Sažeta povijest
Odesa je u samim počecima bila grčka kolonija. Kasnije, u srednjem vijeku bila je pod ukrajinskom kontrolom u sklopu Kijevske Rusi, potom pod Zlatnom Hordom i Velikom Kneževinom Litvom. Godine 1529., Odesa dolazi u ruke Krimskog Kanata vazala moćnog Osmanskog Carstva.
Veliki značaj i snažan europski kulturni pečat gradu su dali ruski carevi u sklopu Ruskog carstva tijekom 18. i 19. stoljeća, što se nastavilo tijekom 20. stoljeća u sklopu ukrajinske vlasti u sovjetskoj Ukrajini. Grad je pod carskom ruskom kontrolom 1794. preimenovan iz Hadžibeja u Odesu, nakon čega započinje njegov intenzivan trgovački i kulturni razvoj.
Grad je bio mjestom pokolja hrvatskih dragovoljaca u Odesi, njih 13, koje su ubili srbijanski vojnici.
O događaju se doznalo i u Hrvatskoj, pa je predsjednik Hrvatske stranke prava Aleksandar Horvat reagirao 6. srpnja 1918. interpelacijom imena Grozote u Odesi u Hrvatskom državnom saboru.

## Zemljopis i demografija
Odesa se nalazi na poziciji 46°28′N i 30°44′E, otprilike 31 km sjeverno od estuarija Dnjestra i 443 km južno od Kijeva. Grad ima ugodnu i suhu klimu s prosječnom siječanjskom temperaturom od -2 °C i lipanjskom od 22 °C. Zemljopisno najviša točka grada Odese iznosi 65 metara, a cjela površina grada iznosi 163 četvorna kilometra.
U danas multikulturalnom gradu Odesi većinu stanovnika i dalje čine Ukrajinci (oko 65%), potom Rusi, no u gradu dominira ruski jezik s obzirom na to da je do 1991. godine bio službeni jezik cjelog Sovjetskog Saveza. Ukrajinski jezik je službeni kao i u ostatku države te se najčešće koristi u državnoj praksi i državnim institucijama. U gradu također žive Grci, Židovi, Moldavci, Bugari, Nijemci i drugi narodi.

## Turizam i zabava
Središte Odese ima tipični zapadnoeuropski izgled jer su ga između ostalih gradili uglavnom francuski arhitekti. U gradu se nalazi niz zanimljivih muzeja i drugih kulturno-umjetničkih spomenika. Stanovnici Odese posebno se ponose svojom zgradom Opere. Ta impresivna zgrada je jedna od ljepših zgrada opere na svijetu. Zgradu su projektirali Ferdinand Fellner i Hermann Helmer, isti dvojac koji je projektirao zgrade hrvatskih narodnih kazališta u Rijeci i Zagrebu.
U lokalnoj gradskoj prehrani može se primijetiti kombinacija različitih utjecaja - od nešto teže ukrajinske hrane, do snažnih utjecaja s Bliskoga istoka, Kavkaza, Turske, Bugarske, ali i drugih europskih država. U svemu tome ima i ponešto gastronomske pomodnosti koja se ogleda u brojnim japanskim barovima i u posljednje vrijeme sve prisutnom sushiju.

## Galerija slika grada Odese
- Zgrada Odeške opere
- Željeznički kolodvor u Odesi
- Arheološki muzej Odesa
- Potemkinove stube u Odesi

- Hotel Passage u Odesi
- Pravoslavna crkva Sv. Pantelejmona
- Trgovački centar u Odesi

- Spomenik ruskoj carici Katarini II. u Odesi
- Spomenik francuskom državniku Duc de Richelieu
- Odeška filharmonija
- Jedna od ulica u Odesi

## Sestrinski gradovi
- Aleksandrija, Egipat
- Kišinjev, Moldova
- Constanţa, Rumunjska
- Gdanjsk, Poljska
- Genova, Italija
- Kolkata, Indija
- Liverpool, Engleska, Ujedinjeno Kraljevstvo
- Łódź, Poljska
- Marseilles, Francuska
- Nikozija, Cipar
- Oulu, Finska
- Pirej, Grčka
- Regensburg, Njemačka
- Vancouver, Kanada
- Split, Hrvatska
- Yokohama, Japan

## Vanjske poveznice
- Službena stranica grada  Arhivirana inačica izvorne stranice od 17. srpnja 2014. (Wayback Machine)
- Informativna stranica grada  Arhivirana inačica izvorne stranice od 4. lipnja 2009. (Wayback Machine)
- Plan grada Odese  Arhivirana inačica izvorne stranice od 13. veljače 2009. (Wayback Machine)